# Boáz Klartag
Boáz Klartag (hébreu : בועז קלרטג, né le 25 avril 1978) est un mathématicien israélien.

## Formation et carrière
En 1996, Klartag a remporté une médaille d'argent aux Olympiades internationales de mathématiques de Bombay. Il a étudié à l'université de Tel Aviv où il obtient une licence en 1997, une maîtrise summa cum laude en 2000 et son doctorat en 2004 sous la direction de Vitali Milman,avec une thèse intitulée « Topics in Asymptotic Convex Geometry ». Il a ensuite été post-doctorant à l'Institute for Advanced Study. Depuis 2009, il est professeur associé à l'université de Tel-Aviv. Il travaille à l'Institut Weizmann.

## Travaux
Klartag a apporté des progrès importants en analyse géométrique asymptotique, une intersection de l'analyse fonctionnelle et de la géométrie convexe. Dans sa thèse, il a prouvé qu'un petit nombre d'étapes de symétrisation selon Jakob Steiner et Hermann Minkowski suffisent pour rapprocher un corps convexe dans un espace à n dimensions d'une sphère. Il a prouvé un théorème central limite pour les corps convexes en théorie des probabilités. Il a résolu de longs problèmes ouverts comme un problème d'intersection posé par Jean Bourgain et un problème d'extrapolation optimale de fonctions continues avec Charles Fefferman. Comme ligne rouge commune dans ses recherches, il considère l'observation que certains objets de grande dimension tels que les corps convexes, les densités de probabilité, les polynômes à plusieurs variables ou la coloration de grands graphes ont nécessairement une sous-structure régulière, qui est renforcée par la convexité ou la positive courbure.

## Prix et distinctions
En 2006, il a été conférencier invité au Congrès international des mathématiciens à Madrid (avec une conférence intitulée Isomorphic and almost-isometric problems in high dimensional convex geometry).
En 2008, il a reçu le prix de la Société mathématique européenne (récompensant la conférence High dimensional distributions with convexity properties) et le prix Salem.
En 2010, il est lauréat du prix Erdős. Il est lauréat de la Chaire Junior de la FSMP en 2012.

## Publications
- « 5n Minkowski symmetrizations suffice to arrive at an approximate Euclidean ball », Annals of Mathematics, Vol.156, 2002, pp.947–960. archive
- avec V. Milman : « Isomorphic Steiner symmetrization », Invent. Math., volume 153, 2003, pages 463-485.
- avec Jean Bourgain, V. Milman : « Symmetrization and isotropic constants of convex bodies », in : « Geometric Aspects of Functional Analysis », Lecture Notes in Math.1850, Springer, 2004. pages 101-116.
- « A central limit theorem for convex sets », Invent. Math., volume 168, 2007, pages 91-131. archive
- avec C. Fefferman : « Fitting a {\displaystyle C^{m}} -Smooth Function to Data I », Annals of Mathematics, Vol.169, 2009, pp.315–346. Partie II : Rév. Mat Iberoamericana, volume 25, 2009, pages 49-273
- avec Dario Cordero-Erausquin : « Interpolations, convexity and geometric inequalities », in: « Geometric Aspects of Functional Analysis », Lecture Notes in Math. 2050, Springer 2012, pp. 151-168. archive
- « Needle decompositions in Riemannian geometry ». Mem. Amer. Math Soc., volume 249, no. 1180, 2017, archive
- avec Elisabeth Werner : « Some open problems in asymptotic geometric analysis », Notices AMS, Juin/Juillet 2018, En ligne